# Pavlivka, Bilohirsk
Pavlivka (în ucraineană Павлівка) este un sat în comuna Vasîlivka din raionul Bilohirsk, Republica Autonomă Crimeea, Ucraina.

## Demografie
Componența lingvistică a localității Pavlivka
     Rusă (64,78%)
     Tătară crimeeană (19,89%)
     Ucraineană (10,89%)
     Alte limbi (0,4%)
Conform recensământului din 2001, majoritatea populației localității Pavlivka era vorbitoare de rusă (64,78%), existând în minoritate și vorbitori de tătară crimeeană (19,89%) și ucraineană (10,89%).